# Bolani (pain)
Pour l’article homonyme, voir Bolani.
Le bolani (dari : بولانی), également appelé periki (pashto : پارکی) est un pain plat farci d'Afghanistan, frit avec une garniture. Il a une croûte fine et peut être farci d'une variété d'ingrédients, comme des pommes de terre ou des poireaux mais aussi de la citrouille râpée, de la ciboulette, des lentilles rouges ou de la viande hachée. Il peut être servi avec du yaourt nature ou du yaourt à la menthe mais le plus souvent avec une boisson au lait.
Le bolani est fait pour des occasions spéciales comme les fêtes d'anniversaire, les fêtes de fiançailles ou les vacances. Il est largement vendu dans les rues d’Afghanistan, en particulier dans les villes comme Kaboul, Jalalabad et Kandahar.

## Variations

### Méthode de la pâte de pâté impérial
La méthode consistant à utiliser la pâte de pâté impérial au lieu de faire la pâte pour le bolani est une méthode pratique qui permet de gagner du temps et qui est souvent utilisée dans les pays occidentaux. Les bords de la pâte de pâté impérial sont légèrement badigeonnés d'eau pour permettre le collage. La pâte est ensuite remplie à moitié, soit en diagonale, soit dans le sens de la longueur, avec la garniture préférée, puis refermée. Chaque côté est ensuite frit jusqu'à ce qu'il soit doré. Cette méthode est la manière la plus simple et la plus rapide de préparer le bolani.

### Méthode de la pâte cuite au four
Une autre méthode populaire pour préparer les bolani est de les cuire au four. Bien que la friture soit la méthode la plus populaire pour les occasions spéciales, la cuisson au four devient très populaire parmi les Occidentaux. Bien qu'il soit cuit à l'origine pour réduire la graisse, cette cuisson devient maintenant populaire en raison de la saveur unique qu'il confère. La cuisson au four permet d'obtenir une croûte plus épaisse qui donne une pâte moelleuse remplie de garnitures. Certains affirment que le bolani cuit au four n'est pas traditionnel en raison de sa nature épaisse et de ses variantes farcies de viande. Quoi qu’il en soit, cela reste l’une des méthodes les plus populaires de préparation du bolani en Amérique.

### Méthode de la pâte frite
La pâte du bolani peut également être frite. En utilisant cette méthode, la pâte est fabriquée à partir d’un mélange de farine, de sel, d’huile végétale et d’eau. Une fois la pâte aplatie, on y ajoute la garniture, puis on replie la pâte et on fait frire les aliments dans une poêle.